# س. هارتلي غراتن
س. هارتلي غراتن (بالإنجليزية: C. Hartley Grattan)‏ هو اقتصادي ومؤرخ أمريكي، ولد في 19 أكتوبر 1902 في ويكفيلد في الولايات المتحدة، وتوفي في 25 يونيو 1980.

## وصلات خارجية
- س. هارتلي غراتن على موقع إن إن دي بي (الإنجليزية)